# Rosendalsgöl
Rosendalsgöl är en sjö i Västerviks kommun i Småland och ingår i Vindåns huvudavrinningsområde.